# Шарже-ле-Пор
Шарже́-ле-Пор (фр. Chargey-lès-Port) — коммуна во Франции, находится в регионе Франш-Конте. Департамент — Верхняя Сона. Входит в состав кантона Комбофонтен. Округ коммуны — Везуль.
Код INSEE коммуны — 70133.

## География
Коммуна расположена приблизительно в 300 км к юго-востоку от Парижа, в 60 км севернее Безансона, в 18 км к северо-западу от Везуля.

## Население
Население коммуны на 2010 год составляло 240 человек.
| 1962 | 1968 | 1975 | 1982 | 1990 | 1999 | 2010 |
| ---- | ---- | ---- | ---- | ---- | ---- | ---- |
| 253  | 265  | 212  | 206  | 198  | 219  | 240  |

## Администрация
| Период | Период | Фамилия       | Партия | Примечания |
| ------ | ------ | ------------- | ------ | ---------- |
| 1945   | 1959   | Поль Путо     |        |            |
| 1959   | 1968   | Жорж Гоше     |        |            |
| 1968   | 1989   | Пьер Даросе   |        |            |
| 1989   | 1995   | Ивет Берто    |        |            |
| 1995   | 2008   | Бернар Пира   |        |            |
| 2008   | 2014   | Ксавье Даросе |        |            |

## Экономика

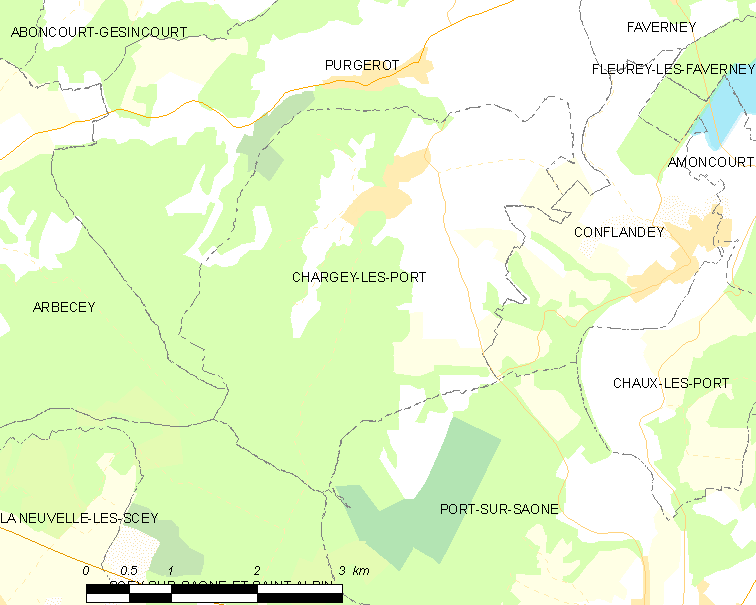
Карта коммуны

В 2010 году среди 151 человека трудоспособного возраста (15—64 лет) 108 были экономически активными, 43 — неактивными (показатель активности — 71,5 %, в 1999 году было 70,6 %). Из 108 активных жителей работали 90 человек (51 мужчина и 39 женщин), безработными было 18 (7 мужчин и 11 женщин). Среди 43 неактивных 13 человек были учениками или студентами, 16 — пенсионерами, 14 были неактивными по другим причинам.